# Bilan saison par saison des Cavaliers de Cleveland

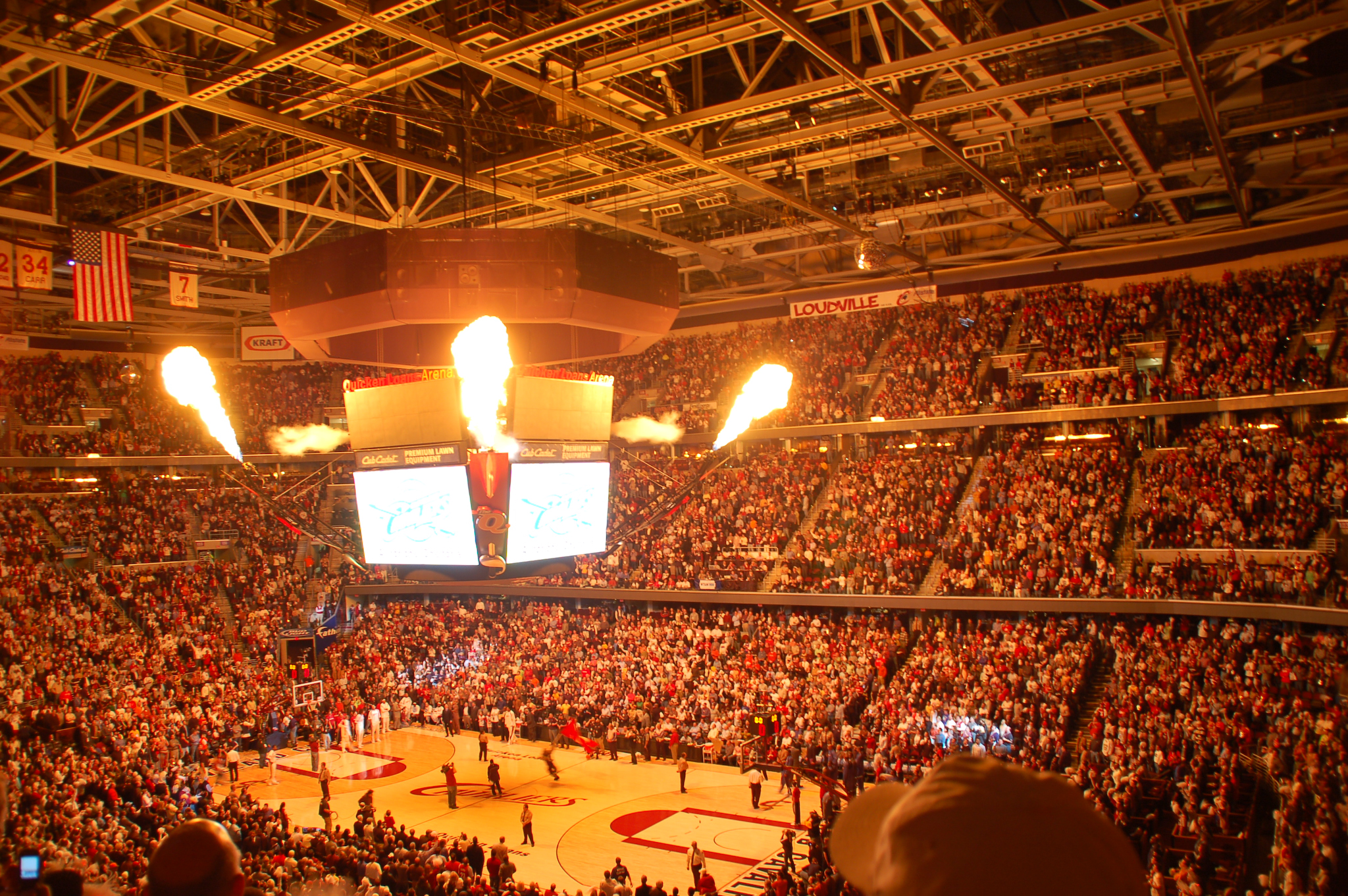
Le Rocket Mortgage FieldHouse, salle domicile des Cavaliers depuis 1994.

Le tableau suivant est un bilan saison par saison des Cavaliers de Cleveland avec les performances réalisées par la franchise depuis sa création en 1970.
| Saison              | Équipe           | Conférence       | Conférence       | Division         | Division         | Saison régulière | Saison régulière | Saison régulière | Playoffs | Entraîneur principal                                  | Réf.        |
| Saison              | Équipe           | Conférence       | Conférence       | Division         | Division         | V                | D                | PCT              | Playoffs | Entraîneur principal                                  | Réf.        |
| ------------------- | ---------------- | ---------------- | ---------------- | ---------------- | ---------------- | ---------------- | ---------------- | ---------------- | --- | ----------------------------------------------------- | ----------- |
| Cleveland Cavaliers |                  |                  |                  |                  |                  |                  |                  |                  | |                                                       |             |
| 1970-71             | 1970-71          | Est              | 8e               | Centrale         | 4e               | 15               | 67               | 18,3%            | - | Bill Fitch                                            | [ 1 ]       |
| 1971-72             | 1971-72          | Est              | 7e               | Centrale         | 4e               | 23               | 59               | 28,0%            | - | Bill Fitch                                            | [ 2 ]       |
| 1972-73             | 1972-73          | Est              | 6e               | Centrale         | 4e               | 32               | 50               | 39,0%            | - | Bill Fitch                                            | [ 3 ]       |
| 1973-74             | 1973-74          | Est              | 7e               | Centrale         | 4e               | 29               | 55               | 35,4%            | - | Bill Fitch                                            | [ 4 ]       |
| 1974-75             | 1974-75          | Est              | 6e               | Centrale         | 3e               | 40               | 42               | 48,8%            | - | Bill Fitch                                            | [ 5 ]       |
| 1975-76             | 1975-76          | Est              | 2e               | Centrale         | 1er              | 49               | 33               | 59,8%            | Victoire en demi-finale de conférence (Washington, 4-3) Défaite en finale de conférence (Boston, 2-4)                                                                                       | Bill Fitch                                            | [ 6 ]       |
| 1976-77             | 1976-77          | Est              | 6e               | Centrale         | 4e               | 43               | 39               | 52,4%            | Défaite au premier tour (Washington, 1-2) | Bill Fitch                                            | [ 7 ]       |
| 1977-78             | 1977-78          | Est              | 4e               | Centrale         | 3e               | 43               | 39               | 52,4%            | Défaite au premier tour (New York, 0-2) | Bill Fitch                                            | [ 8 ]       |
| 1978-79             | 1978-79          | Est              | 8e               | Centrale         | 5e               | 30               | 52               | 36,6%            | - | Bill Fitch                                            | [ 9 ]       |
| 1979-80             | 1979-80          | Est              | 8e               | Centrale         | 5e               | 37               | 45               | 45,1%            | - | Stan Albeck                                           | [ 10 ]      |
| 1980-81             | 1980-81          | Est              | 9e               | Centrale         | 5e               | 28               | 54               | 34,1%            | - | Bill Musselman Don Delaney                            | [ 11 ]      |
| 1981-82             | 1981-82          | Est              | 11e              | Centrale         | 6e               | 15               | 67               | 18,3%            | - | Don Delaney Bob Kloppenburg Chuck Daly Bill Musselman | [ 12 ]      |
| 1982-83             | 1982-83          | Est              | 10e              | Centrale         | 5e               | 23               | 59               | 28,0%            | - | Tom Nissalke                                          | [ 13 ]      |
| 1983-84             | 1983-84          | Est              | 9e               | Centrale         | 4e               | 28               | 54               | 34,1%            | - | Tom Nissalke                                          | [ 14 ]      |
| 1984-85             | 1984-85          | Est              | 8e               | Centrale         | 4e               | 36               | 46               | 43,9%            | Défaite au premier tour (Boston, 1-3) | George Karl                                           | [ 15 ]      |
| 1985-86             | 1985-86          | Est              | 9e               | Centrale         | 5e               | 29               | 53               | 35,4%            | - | George Karl Gene Littles                              | [ 16 ]      |
| 1986-87             | 1986-87          | Est              | 9e               | Centrale         | 6e               | 31               | 51               | 38,0%            | - | Lenny Wilkens                                         | [ 17 ]      |
| 1987-88             | 1987-88          | Est              | 6e               | Centrale         | 5e               | 42               | 40               | 51,2%            | Défaite au premier tour (Chicago, 2-3) | Lenny Wilkens                                         | [ 18 ]      |
| 1988-89             | 1988-89          | Est              | 3e               | Centrale         | 2e               | 57               | 25               | 69,5%            | Défaite au premier tour (Chicago, 2-3) | Lenny Wilkens                                         | [ 19 ]      |
| 1989-90             | 1989-90          | Est              | 7e               | Centrale         | 4e               | 42               | 40               | 51,2%            | Défaite au premier tour (Philadelphie, 2-3) | Lenny Wilkens                                         | [ 20 ]      |
| 1990-91             | 1990-91          | Est              | 9e               | Centrale         | 6e               | 33               | 49               | 40,2%            | - | Lenny Wilkens                                         | [ 21 ]      |
| 1991-92             | 1991-92          | Est              | 3e               | Centrale         | 2e               | 57               | 25               | 69,5%            | Victoire au premier tour (New Jersey, 3-1) Victoire en demi-finale de conférence (Boston, 4-3) Défaite en finale de conférence (Chicago, 2-4)                                               | Lenny Wilkens                                         | [ 22 ]      |
| 1992-93             | 1992-93          | Est              | 3e               | Centrale         | 2e               | 54               | 28               | 65,8%            | Victoire au premier tour (New Jersey, 3-2) Défaite en demi-finale de conférence (Chicago, 0-4)                                                                                              | Lenny Wilkens                                         | [ 23 ]      |
| 1993-94             | 1993-94          | Est              | 6e               | Centrale         | 4e               | 47               | 35               | 57,3%            | Défaite au premier tour (Chicago, 0-3) | Mike Fratello                                         | [ 24 ]      |
| 1994-95             | 1994-95          | Est              | 6e               | Centrale         | 4e               | 43               | 39               | 52,4%            | Défaite au premier tour (New York, 1-3) | Mike Fratello                                         | [ 25 ]      |
| 1995-96             | 1995-96          | Est              | 4e               | Centrale         | 3e               | 47               | 35               | 57,3%            | Défaite au premier tour (New York, 0-3) | Mike Fratello                                         | [ 26 ]      |
| 1996-97             | 1996-97          | Est              | 9e               | Centrale         | 5e               | 42               | 40               | 51,2%            | - | Mike Fratello                                         | [ 27 ]      |
| 1997-98             | 1997-98          | Est              | 6e               | Centrale         | 5e               | 47               | 35               | 57,3%            | Défaite au premier tour (Indiana, 1-3) | Mike Fratello                                         | [ 28 ]      |
| 1998-99             | 1998-99          | Est              | 11e              | Centrale         | 7e               | 22               | 28               | 44,0%            | - | Mike Fratello                                         | [ 29 ]      |
| 1999-00             | 1999-00          | Est              | 11e              | Centrale         | 6e               | 32               | 50               | 39,0%            | - | Randy Wittman                                         | [ 30 ]      |
| 2000-01             | 2000-01          | Est              | 11e              | Centrale         | 6e               | 30               | 52               | 36,6%            | - | Randy Wittman                                         | [ 31 ]      |
| 2001-02             | 2001-02          | Est              | 14e              | Centrale         | 7e               | 29               | 53               | 35,4%            | - | John Lucas                                            | [ 32 ]      |
| 2002-03             | 2002-03          | Est              | 15e              | Centrale         | 8e               | 17               | 65               | 20,7%            | - | John Lucas Keith Smart                                | [ 33 ]      |
| 2003-04             | 2003-04          | Est              | 9e               | Centrale         | 5e               | 35               | 47               | 42,7%            | - | Paul Silas                                            | [ 34 ]      |
| 2004-05             | 2004-05          | Est              | 9e               | Centrale         | 4e               | 42               | 40               | 51,2%            | - | Paul Silas Brendan Malone                             | [ 35 ]      |
| 2005-06             | 2005-06          | Est              | 4e               | Centrale         | 2e               | 50               | 32               | 61,0%            | Victoire au premier tour (Washington, 4-2) Défaite en demi-finale de conférence (Détroit, 3-4)                                                                                              | Mike Brown                                            | [ 36 ]      |
| 2006-07             | 2006-07          | Est              | 2e               | Centrale         | 2e               | 50               | 32               | 61,0%            | Victoire au premier tour (Washington, 4-0) Victoire en demi-finale de conférence (New Jersey, 4-2) Victoire en finale de conférence (Détroit, 4-2) Défaite en finale NBA (San Antonio, 0-4) | Mike Brown                                            | [ 37 ]      |
| 2007-08             | 2007-08          | Est              | 4e               | Centrale         | 2e               | 45               | 37               | 54,9%            | Victoire au premier tour (Washington, 4-2) Défaite en demi-finale de conférence (Boston, 3-4)                                                                                               | Mike Brown                                            | [ 38 ]      |
| 2008-09             | 2008-09          | Est              | 1er              | Centrale         | 1er              | 66               | 16               | 80,5%            | Victoire au premier tour (Détroit, 4-0) Victoire en demi-finale de conférence (Atlanta, 4-0) Défaite en finale de conférence (Orlando, 2-4)                                                 | Mike Brown                                            | [ 39 ]      |
| 2009-10             | 2009-10          | Est              | 1er              | Centrale         | 1er              | 61               | 21               | 74,4%            | Victoire au premier tour (Chicago, 4-1) Défaite en demi-finale de conférence (Boston, 2-4)                                                                                                  | Mike Brown                                            | [ 40 ]      |
| 2010-11             | 2010-11          | Est              | 15e              | Centrale         | 5e               | 19               | 63               | 23,2%            | - | Byron Scott                                           | [ 41 ]      |
| 2011-12             | 2011-12          | Est              | 13e              | Centrale         | 5e               | 21               | 45               | 31,8%            | - | Byron Scott                                           | [ 42 ]      |
| 2012-13             | 2012-13          | Est              | 13e              | Centrale         | 5e               | 24               | 58               | 29,3%            | - | Byron Scott                                           | [ 43 ]      |
| 2013-14             | 2013-14          | Est              | 10e              | Centrale         | 3e               | 33               | 49               | 40,2%            | - | Mike Brown                                            | [ 44 ]      |
| 2014-15             | 2014-15          | Est              | 2e               | Centrale         | 1er              | 53               | 29               | 64,6%            | Victoire au premier tour (Boston, 4-0) Victoire en demi-finale de conférence (Chicago, 4-2) Victoire en finale de conférence (Atlanta, 4-0) Défaite en finale NBA (Golden State, 2-4)       | David Blatt                                           | [ 45 ]      |
| 2015-16             | 2015-16          | Est              | 1er              | Centrale         | 1er              | 57               | 25               | 69,5%            | Victoire au premier tour (Détroit, 4-0) Victoire en demi-finale de conférence (Atlanta, 4-0) Victoire en finale de conférence (Toronto, 4-2) Victoire en finale NBA (Golden State, 4-3)     | David Blatt Tyronn Lue                                | [ 46 ]      |
| 2016-17             | 2016-17          | Est              | 2e               | Centrale         | 1er              | 51               | 31               | 62,2%            | Victoire au premier tour (Indiana, 4-0) Victoire en demi-finale de conférence (Toronto, 4-0) Victoire en finale de conférence (Boston, 4-1) Défaite en finale NBA (Golden State, 1-4)       | Tyronn Lue                                            | [ 47 ]      |
| 2017-18             | 2017-18          | Est              | 4e               | Centrale         | 1er              | 50               | 32               | 61,0%            | Victoire au premier tour (Indiana, 4-3) Victoire en demi-finale de conférence (Toronto, 4-0) Victoire en finale de conférence (Boston, 4-3) Défaite en finale NBA (Golden State, 0-4)       | Tyronn Lue                                            | [ 48 ]      |
| 2018-19             | 2018-19          | Est              | 14e              | Centrale         | 5e               | 19               | 63               | 23,2%            | - | Tyronn Lue Larry Drew                                 | [ 49 ]      |
| 2019-20             | 2019-20          | Est              | 15e              | Centrale         | 5e               | 19               | 46               | 29,2%            | - | John Beilein J. B. Bickerstaff                        | [ 50 ]      |
| 2020-21             | 2020-21          | Est              | 13e              | Centrale         | 4e               | 22               | 50               | 30,6%            | - | J. B. Bickerstaff                                     | [ 51 ]      |
| 2021-22             | 2021-22          | Est              | 8e               | Centrale         | 3e               | 44               | 38               | 53,7%            | - | J. B. Bickerstaff                                     | [ 52 ]      |
| 2022-23             | 2022-23          | Est              | 4e               | Centrale         | 2e               | 51               | 31               | 62,2%            | Défaite au premier tour (New York, 1-4) | J. B. Bickerstaff                                     | [ 53 ]      |
| 2023-24             | 2023-24          | Est              | 4e               | Centrale         | 2e               | 48               | 34               | 58,5%            | Victoire au premier tour (Orlando, 4-3) Défaite en demi-finale de conférence (Boston, 1-4)                                                                                                  | J. B. Bickerstaff                                     | [ 54 ]      |
| 2024-25             | 2024-25          | Est              | 1er              | Centrale         | 1er              | 64               | 18               | 78,0%            | Victoire au premier tour (Miami, 4-0) Défaite en demi-finale de conférence (Indiana, 1-4)                                                                                                   | Kenny Atkinson                                        | [ 55 ]      |
| Saison régulière    | Saison régulière | Saison régulière | Saison régulière | Saison régulière | Saison régulière | 2 096            | 2 339            | 47,3%            | |                                                       |             |
| Playoffs            | Playoffs         | Playoffs         | Playoffs         | Playoffs         | Playoffs         | 136              | 119              | 53,3%            | 1 titre NBA | 1 titre NBA                                           | 1 titre NBA |